# Mercer (Pennsylvania)
Mercer ist ein Borough im US-Bundesstaat Pennsylvania und der County Seat des Mercer County. Das U.S. Census Bureau hat bei der Volkszählung 2020 eine Einwohnerzahl von 1.982 ermittelt. Die Stadt ist Teil der Metropolregion Youngstown–Warren–Boardman.

## Demografie
Nach einer Schätzung von 2019 leben in Mercer 1882 Menschen. Die Bevölkerung teilt sich im selben Jahr auf in 95,1 % Weiße, 1,7 % amerikanische Ureinwohner, 0,4 % Asiaten und 2,0 % mit zwei oder mehr Ethnizitäten. Hispanics oder Latinos aller Ethnien machten 0,8 % der Bevölkerung aus. Das mittlere Haushaltseinkommen lag 2019 bei 51.659 US-Dollar und die Armutsquote bei 14,2 %.

## Söhne und Töchter
- John Bingham (1815–1900), Politiker
- James Cassius Williamson (1845–1913), Schauspieler
- David Vogan (* 1954), Mathematiker
- Trent Reznor (* 1965), Musiker